# Finschhafen
Finschhafen ist ein 1885 entstandener Hafenort im gleichnamigen Distrikt an der Salomonensee in der Morobe-Provinz von Papua-Neuguinea. Er liegt 80 km östlich von Lae, der Hauptstadt der Provinz Morobe.

## Geschichte
1884 entdeckte Otto Finsch einen Naturhafen nördlich der Langemak Bay an der Ostküste  Neuguineas. Im Jahr darauf entstand dort der nach Finsch benannte Ort als Posten der Neuguinea-Kompagnie. Von 1886 bis 1891 war Finschhafen Hauptstandort des Unternehmens. Wegen eines Malariaausbruchs war der Posten von 1891 bis 1901 verlassen.
Im Juli 1886 siedelte sich die neulutherische Neuendettelsauer Mission in Simbang bei Finschhafen an. Aus der deutschen Kolonialzeit existiert heute noch das Haus der lutherischen Missionsgesellschaft. In Butaweng in Finschhafen befindet sich seit 1974 das Braun-Memorial-Krankenhaus, das von der Evangelisch-Lutherischen Kirche von Papua-Neuguinea betrieben wird.
Im Zweiten Weltkrieg war Finschhafen zwischen Japanern und US-Amerikanern hart umkämpft. Während des Krieges wurde der Ort von den Amerikanern auch mit „Fitch-Haven“ betitelt.
Viele Häuser wurden zerstört und die Stadt einige Kilometer südlich, an der Küste in der Nähe des von japanischen Soldaten gebauten Militärflugplatzes, neu aufgebaut. Der Flughafen wurde nach der amerikanischen Eroberung ausgebaut und zum wichtigen Stützpunkt der US-Armee, auf dem vor allem Einheiten mit afroamerikanischen Soldaten stationiert wurden. Bekannt ist die Stadt heute auch durch diesen nun zivil genutzten Flughafen (IATA: FIN, ICAO: AYFI). Der Militärflugplatz wurde von der US-Armee-Administration meist „Finschafen“ geschrieben, gelegentlich ist auch „Finschaven“ in Gebrauch, und in den örtlichen Medien findet man auch häufig „Finschaffen“.
Der üblichere Weg nach Finschhafen ist allerdings mit dem Schiff; von Lae aus fahren regelmäßig Fähren zum Hafen in Buki. Am 2. Februar 2012 kenterte und sank die Fähre Rabaul Queen im Sturm etwa neun Seemeilen nordnordöstlich von Finschhafen, wobei mehr als 300 Menschen den Tod fanden.
Von Finschhafen aus ins Landesinnere führen hauptsächlich Buschpfade.